# 叶海亚·伊本·哈立德
叶海亚·伊本·哈立德（阿拉伯语：‎，Yahyā ibn Khālid，—806年）是巴爾馬克家族的一员，在阿拔斯王朝一度权势极大。
约公元765年，他被哈里发曼苏尔派往阿塞拜疆。叶海亚之子法德尔生于雷伊（Ar-Reiy），哈里发马赫迪之子哈伦也生于那里。778年，叶海亚担任哈伦的教师。
哈里发哈迪时期，叶海亚数次劝阻哈里发不要把继承人哈伦更换为哈迪自己的儿子。哈迪最终还是更换了继承人，并把叶海亚投入了监狱，然而不久哈里发就死去了。
当哈伦成为哈里发后，叶海亚成为了他的宰相（Vizier）。在叶海亚的影响下，哈里发邀请了许多印度学者、大师前往巴格达，尤其是佛教徒。一本由Kitab al-Fihrist所作，包含穆斯林和非穆斯林的类书巨著在这一时期开始编纂,包括了很多佛教作品。这些佛教作品中，有一个阿拉伯语版本的关于佛陀早期生活的作品，Kitab al-Budd。
803年，叶海亚家族失势，叶海亚被投入监狱，806年去世。（根据记载，起因是贾法尔和哈里发哈伦的妹妹之间的恋情，不过实际原因可能是叶海亚家族权势太大）。

## 家庭
- 父亲
  - Khalid ibn Barmak
- 儿子
  - 贾法尔，维齐尔
  - 穆萨·伊本·叶海亚，793-794年间任大马士革总督
  - 法德尔，呼罗珊及埃及总督